# Эквадор на летних Олимпийских играх 2020
Эквадор на летних Олимпийских играх 2020 года был представлен 48 спортсменами в 15 видах спорта. В связи с пандемией COVID-19 Международный олимпийский комитет принял решение перенести Игры на 2021 год.
Ричард Карапас, победив в групповой велогонке на шоссе, принёс Эквадору второе олимпийское золото в истории во всех видах спорта.

## Состав сборной
Бокс
1. Жан Кайседо
2. Хулио Кастильо
3. Мария Хосе Паласиос
4. Эрика Пачито

Велоспорт
 Шоссейный велоспорт
1. Квота 1

 Современное пятиборье
1. Квота 1

 Стрельба
1. Квота 1
2. Квота 2

## Результаты соревнований

### Велоспорт
Соревнования по велоспорту на летних Олимпийских играх 2020 пройдут с 25 июля по 9 августа.

#### Шоссейный велоспорт
Соревнования в шоссейных велогонках на Играх 2020 года пройдут с 25 по 29 июля. Старт соревнований будет происходить в парке Мусасиномори. Большая часть дистанции будет располагаться за пределами Токио, в том числе и на трассе формулы-1 Фудзи Спидвей. Дистанция шоссейной гонки у мужчин составит 234 км, а у женщин — 137 км.
Основным критерием отбора стран для участия в Олимпийских играх стал мировой рейтинг UCI, сформированный по результатам квалификационных соревнований в период с 22 октября 2018 года по 22 октября 2019 года. Также небольшая часть квот была распределена по результатам континентальных первенств и чемпионата мира 2019 года.
Сборная Эквадора завоевала олимпийскую лицензию, благодаря удачному выступлению на Панамериканском чемпионате, который прошёл со 2 по 5 мая 2019 года в Мехико. В мужской части соревнований чемпионом стал Джефферсон Сепеда. Эквадорские велосипедисты впервые в истории в третий раз подряд примут участие в олимпийской шоссейной велогонке.
Мужчины
| Соревнование    | Спортсмены | Время | Место | Отставание |
| --------------- | ---------- | ----- | ----- | ---------- |
| групповая гонка |            |       |       |            |